# Godshuis van Heylwegen

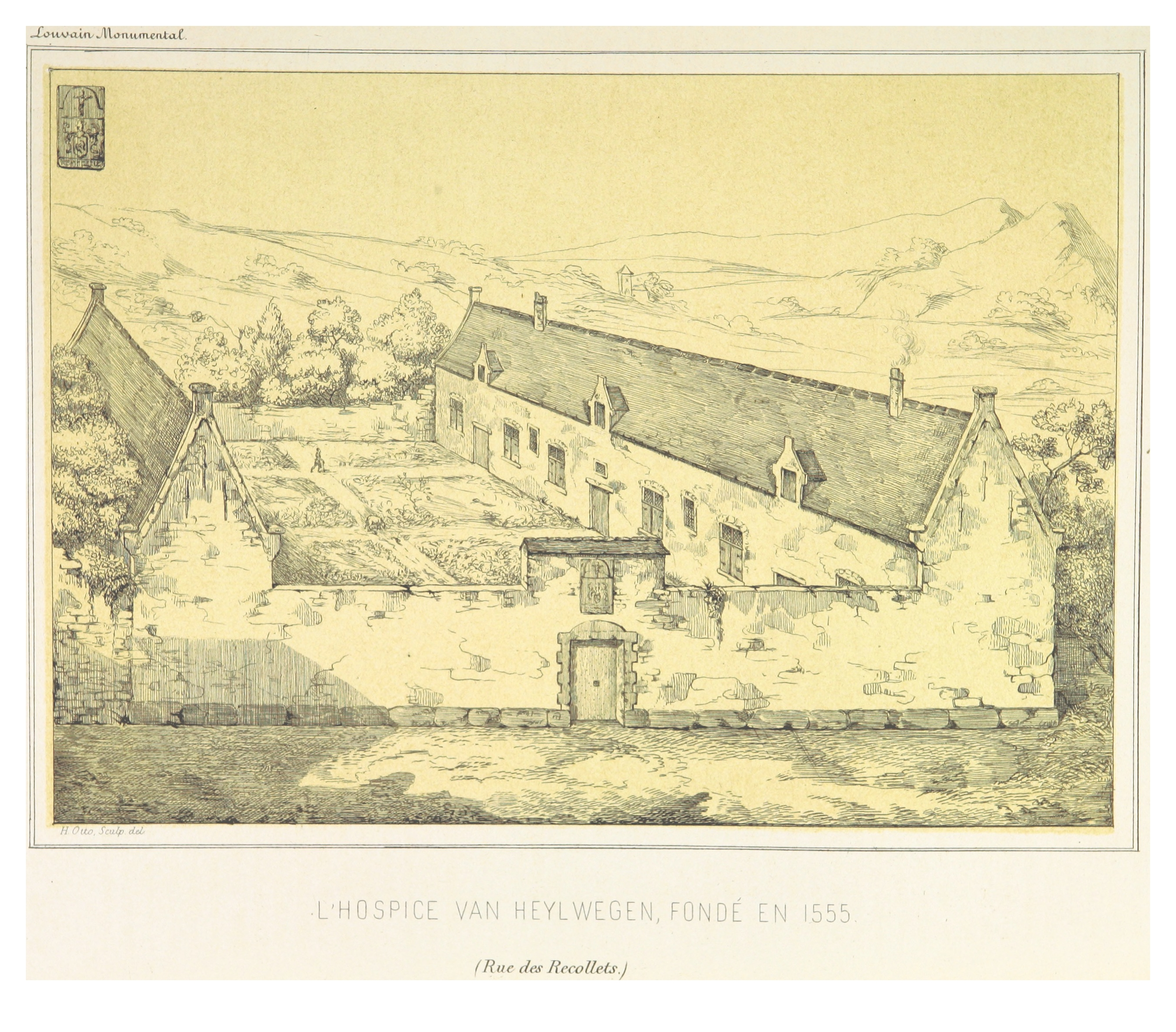
Godshuis van Heylwegen

Het Godshuis van Heylwegen (1556-1799) was een armenhuis in Leuven (België), in de Zuidelijke Nederlanden. Het bevond zich in de Minderbroedersstraat, tegenover het Anatomisch theater van de oude universiteit.

## Historiek
Lodewijk van Heylwegen schonk bij testament (1556) de financiële middelen voor een godshuis in zijn geboortestad, Leuven. Hij was heer van Wazière en lange tijd belastingontvanger in Leuven, voor het hertogdom Brabant. Hij zetelde in de Raad van Brabant en eindigde zijn carrière in Gent, als voorzitter van de Raad van Vlaanderen.  
Het godshuis bestond uit zeven huisjes, voor zes mannen en één vrouw. Het moesten Leuvenaars zijn zonder inkomen. Hen werd verboden nog te bedelen in de stad. Het bestuur van het godshuis lag bij de prior van de Chartreuse van Leuven.
In 1799, tijdens het Frans bestuur in Leuven, werd het Godshuis afgebroken. Er kwamen particuliere huizen in de plaats.